# Adam Brodecki (hockey sur glace)
Pour l’article homonyme, voir Adam Brodecki.
Adam Brodecki, né le 22 février 1995 à Stockholm, est un joueur suédois de hockey sur glace. Il joue au poste d'attaquant.

## Biographie

### Jeunesse
Formé au IK Waxholm, Brodecki intègre le système junior du SDE, un club de la banlieue de Stockholm en 2009. Après avoir été vice-champion, puis champion dans la catégorie moins de 16 ans, il remporte le tournoi TV-Pucken. Le Brynäs IF le recrute à partir de 2011
puis au SDE, Brodecki intègre le système junior du Brynäs IF à partir de 2011. En 2013, il est repêché par les Lumberjacks de Muskegon en USHL, mais décide de rester en Suède. il est sacré champion des moins de 18 ans et est désigné MVP des séries éliminatoires. l'année suivante, il est médaillé de bronze avec les moins de 20 ans. Classé au 69e rang des patineurs européens en 2015 par le bureau centrale des espoirs de la LNH, il n'est pas repêché.

### En club
Brodecki commence sa carrière professionnelle en 2013 avec le Brynäs IF en SHL. Il fait la navette entre l'équipe première et l'équipe junior. Il dispute dix-huit rencontres et comptabilise un but en SHL. Après une première saison concluante, il signe un contrat de deux ans.
Le 25 avril 2016, il s'engage avec le Växjö Lakers HC. Quelques jours après cette signature, il critique Brynäs, se plaignant du rôle que lui a attribué son entraîneur et du manque de patience du club envers les jeunes. En 2017-2018, il remporte le championnat et dispute la finale de la Ligue des champions. 
Le 2 mai 2018, il signe un contrat de deux ans avec le Linköping HC. Durant la saison 2018-2019, il inscrit sept buts et quinze passes, le plaçant au 7e rang dans le classement des compteurs de son équipe. Après une saison, il rompt son contrat, d'un commun accord avec le club. Le 26 juillet 2019, il signe un contrat d'un an avec Brynäs.
En cours de saison, il s'engage avec les Malmö Redhawks pour deux ans, tandis que Marcus Björk fait le chemin inverse. Une blessure au poignet le limite à vingt matchs la saison suivante. Au début de la saison 2021-2022, il comprend qu'il ne fait plus partie des plans des Redhawks et résilie son contrat avec eux.
Le 3 septembre 2021, il s'engage avec le JYP Jyväskylä, un club finlandais qui évolue en SM-liiga. Auteur de quinze buts, il est le 3e meilleur marqueur du club, à égalité avec Joakim Kemell. Son équipe ne parvient pas à se qualifié pour les séries éliminatoires et annonce en mars qu'il ne sera pas prolongé.
Le 8 septembre 2022, il s'engage avec le Rytíři Kladno, le club de Jaromír Jágr en République Tchèque évoluant en Extraliga. Il Comptabilise vingt points en quarante-cinq matchs. L'équipe termine au dernier rang du championnat et sauve sa place lors des barrages contre la relégation.
En octobre 2023, il revient en Suède, obtenant un contrat à court terme avec les Väjxo Lakers. Il ne dispute que quatre rencontres de championnat et un match de Ligue des Champions, n'obtenant aucun point. En décembre, il obtient un nouvel essai avec le Frölunda HC. Il dispute trois matchs de championnat et la Coupe Spengler. Le 11 janvier 2024, il s'engage avec le Luleå HF jusqu'au terme de la saison. En vingt matchs, il inscrit trois buts et quatre passes.

Le 13 septembre 2024, il s'engage avec le Hämeenlinnan Pallokerho en SM-liiga. Il dispute vingt-deux matchs, inscrivant dix points jusqu'au 5 décembre. Il rompt son contrat avec son équipe et s'engage le 17 décembre 2024 avec le HC Viège en SL. En 13 rencontre de championnat, il aide Viège à se qualifier pour les séries éliminatoires, inscrivant cinq buts et huit passes. Lors des séries éliminatoires, il inscrit quatorze points et remporte le championnat et défie le HC Ajoie lors du barrage de Qualification pour la NL. Lors de la 13e minute du second acte, il est victime d'une charge de Jannik Fischer qui le laisse K.-O. sur la glace. Il quitte la patinoire avec l'aide du personnel médical et est blessé pour le reste de la série. Privé d'un de ces meilleurs éléments, le HC Viège s'incline 4-1 et Ajoie se maintient dans l'élite.

### Carrière internationale
Brodecki représente la Suède sur la scène internationale.
Il participe au Défi mondial junior A en novembre 2011, la Suède se classe à la 4e place du tournoi. Il participe à la Coupe Hlinka-Gretzky en août 2012, la Suède se classe à la 3e place du tournoi. Il participe au Championnat du monde U18 de 2013, la Suède se classe à la 5e place du tournoi. Il participe au Championnat du monde junior de 2015, la Suède se classe à la 4e place du tournoi. 
Il dispute quatre matchs amicaux avec l'équipe A en 2019, faisant partie du cadre de préparation en vue du championnat du monde,,,. Avec l'arrivée de plusieurs stars de la LNH, il est recallé de la sélection.

## Statistiques
Pour les significations des abréviations, voir statistiques du hockey sur glace.

### En club

#### Championnat
| Saison          | Équipe          | Ligue                   |     | Saison régulière | Saison régulière | Saison régulière | Saison régulière | Saison régulière |   | Séries éliminatoires | Séries éliminatoires | Séries éliminatoires | Séries éliminatoires | Séries éliminatoires |
| Saison          | Équipe          | Ligue                   | PJ  | B                | A                | Pts              | Pun              | PJ               | B | A                    | Pts                  | Pun                  |                      |                      |
| 2011-2012       | Brynäs IF U20   | J20 Superelit           | 1   | 0                | 0                | 0                | 0                | -                | - | -                    | -                    | -                    |                      |                      |
| 2012-2013       | Brynäs IF U20   | J20 Superelit           | 35  | 13               | 15               | 28               | 42               | 2                | 1 | 0                    | 1                    | 0                    |                      |                      |
| 2013-2014       | Brynäs IF U20   | J20 Superelit           | 32  | 18               | 15               | 33               | 49               | 7                | 4 | 4                    | 8                    | 2                    |                      |                      |
| 2013-2014       | Brynäs IF       | SHL                     | 18  | 1                | 0                | 1                | 2                | -                | - | -                    | -                    | -                    |                      |                      |
| 2014-2015       | Brynäs IF       | SHL                     | 47  | 8                | 10               | 18               | 10               | 7                | 1 | 1                    | 2                    | 0                    |                      |                      |
| 2015-2016       | Brynäs IF       | SHL                     | 52  | 1                | 7                | 8                | 8                | 3                | 0 | 1                    | 1                    | 4                    |                      |                      |
| 2016-2017       | Växjö Lakers HC | SHL                     | 52  | 5                | 14               | 19               | 12               | 6                | 0 | 0                    | 0                    | 0                    |                      |                      |
| 2017-2018       | Växjö Lakers HC | SHL                     | 50  | 8                | 3                | 11               | 16               | 5                | 0 | 0                    | 0                    | 0                    |                      |                      |
| 2018-2019       | Linköpings HC   | SHL                     | 46  | 7                | 15               | 22               | 10               | -                | - | -                    | -                    | -                    |                      |                      |
| 2019-2020       | Brynäs IF       | SHL                     | 37  | 6                | 8                | 14               | 6                | -                | - | -                    | -                    | -                    |                      |                      |
| 2019-2020       | Malmö Redhawks  | SHL                     | 12  | 2                | 5                | 7                | 12               | -                | - | -                    | -                    | -                    |                      |                      |
| 2020-2021       | Malmö Redhawks  | SHL                     | 20  | 1                | 2                | 3                | 0                | -                | - | -                    | -                    | -                    |                      |                      |
| 2021-2022       | JYP Jyväskylä   | SM-liiga                | 52  | 15               | 13               | 28               | 24               | -                | - | -                    | -                    | -                    |                      |                      |
| 2022-2023       | Rytíři Kladno   | Tipsport Extraliga      | 45  | 8                | 12               | 20               | 12               | -                | - | -                    | -                    | -                    |                      |                      |
| 2022-2023       | Rytíři Kladno   | Extraliga Qualification | 2   | 0                | 0                | 0                | 0                | -                | - | -                    | -                    | -                    |                      |                      |
| 2023-2024       | Växjö Lakers HC | SHL                     | 4   | 0                | 0                | 0                | 0                | -                | - | -                    | -                    | -                    |                      |                      |
| 2023-2024       | Frölunda HC     | SHL                     | 3   | 0                | 1                | 1                | 2                | -                | - | -                    | -                    | -                    |                      |                      |
| 2023-2024       | Luleå HF        | SHL                     | 20  | 3                | 4                | 7                | 6                | 6                | 0 | 0                    | 0                    | 0                    |                      |                      |
| 2024-2025       | HPK             | SM-liiga                | 22  | 6                | 4                | 10               | 6                | -                | - | -                    | -                    | -                    |                      |                      |
| 2024-2025       | HC Viège        | SL                      | 13  | 5                | 8                | 13               | 8                | 13               | 4 | 10                   | 14                   | 4                    |                      |                      |
| 2024-2025       | HC Viège        | LNA Qualification       | 2   | 0                | 1                | 1                | 0                | -                | - | -                    | -                    | -                    |                      |                      |
| Totaux SHL      | Totaux SHL      | Totaux SHL              | 361 | 42               | 69               | 111              | 84               | 27               | 1 | 2                    | 3                    | 4                    |                      |                      |
| Totaux SM-liiga | Totaux SM-liiga | Totaux SM-liiga         | 74  | 21               | 17               | 38               | 30               | -                | - | -                    | -                    | -                    |                      |                      |

#### Tournoi
| Saison    | Équipe          | Compétition         |    | PJ | B | A | Pts | Pun             |  | Résultat |
| 2010-2011 | Stockholm 1     | TV-Pucken           | 8  | 0  | 2 | 2 | 2   | Vainqueur       |  |          |
| 2013      | Brynäs IF       | Trophée Européen    | 4  | 0  | 0 | 0 | 0   | Phase de Groupe |  |          |
| 2016-2017 | Växjö Lakers HC | Ligue des Champions | 11 | 3  | 5 | 8 | 4   | Demi-Finale     |  |          |
| 2017-2018 | Växjö Lakers HC | Ligue des Champions | 12 | 2  | 2 | 4 | 4   | Finale          |  |          |
| 2023-2024 | Växjö Lakers HC | Ligue des Champions | 1  | 0  | 0 | 0 | 0   | Quart de finale |  |          |
| 2023      | Frölunda HC     | Coupe Spengler      | 3  | 0  | 0 | 0 | 0   | Demi-Finale     |  |          |

### En équipe nationale
| Année | Équipe    | Compétition                 |   | PJ | B | A | Pts | Pun                |  | Résultat |
| 2011  | Suède U17 | Défi mondial junior A       | 6 | 3  | 1 | 4 | 0   | 4e place           |  |          |
| 2012  | Suède U18 | Coupe Hlinka-Gretzky        | 5 | 1  | 2 | 3 | 10  | Médaille de bronze |  |          |
| 2013  | Suède U18 | Championnat du monde U18    | 5 | 1  | 2 | 3 | 12  | 5e place           |  |          |
| 2015  | Suède U20 | Championnat du monde junior | 6 | 1  | 1 | 2 | 0   | 4e place           |  |          |

## Trophées et honneurs personnels

### TV-Pucken
- Champion en 2011 avec l'équipe Stockholm1.

### J20 Superelit
- Médaillé de Bronze lors de la saison 2014 avec le Brynäs IF U20.

### SHL
- Champion de Suède 2018 avec le Växjö Lakers HC.

### Ligue des Champions
- Finaliste en 2018 avec le Växjö Lakers HC.

### Swiss League
- Champion de la deuxième ligue suisse  2025 avec le HC Viège.

### Équipe nationale
- Médaillé de Bronze lors de la Coupe Hlinka-Gretzky de 2012.